# Zentralstadion (Jekaterinburg)
Das Zentralstadion (russisch Центральный стадион; seit Juni 2018 Ekaterinburg Arena) ist ein Fußballstadion in der russischen Stadt Jekaterinburg (von 1924 bis 1991 Swerdlowsk) und liegt an der Repin-Straße. Es bietet Platz für 35.696 Zuschauer und wird vom Fußballverein Ural Jekaterinburg als Heimspielstätte genutzt. Dieser ist einer der ältesten Vereine des Landes. Die Anlage in Jekaterinburg war einer der Austragungsorte der Fußball-Weltmeisterschaft 2018.

## Geschichte
Auf dem Gelände befand sich vor dem Bau des Zentralstadions ab 1900 eine Radrennbahn, das Velodrom. Anschließend ab 1928 das Regional Stadion sowie seit 1936 das Stadion Metallurg des Ostens.
Das alte Zentralstadion wurde von 1953 bis 1957 erbaut. Es diente u. a. als Austragungsort für vier Winterspartakiaden der Sowjetunion und für die Eisschnelllauf-Mehrkampfweltmeisterschaft der Frauen 1959. Seit der Errichtung wurde das Stadion mehrfach umgebaut, so z. B. von 2006 bis 2010 modernisiert. Bei jedem Umbau blieb die Fassade des Stadions erhalten. Das Stadion wurde im für die Sowjetunion typischen Neoklassizismus erbaut. Die feierliche Neueröffnung nach dem Umbau fand am 19. August 2011 statt.
Für die Fußball-WM 2018 wurde das Zentralstadion von 2015 bis 2018 komplett umgebaut. Die neue Dachkonstruktion erinnert an das Estádio Nacional de Brasília Mané Garrincha, das WM-Stadion von 2014 in Brasília. Die historische Fassade blieb dabei erhalten. Markantestes Merkmal sind die zusätzlichen Stahltribünen hinter den Toren, die weit aus dem Stadion herausragen und sich unter freiem Himmel befinden. Ein Konzept, das man bei der Arena Corinthians in São Paulo zur WM 2014 umgesetzt hatte. Nach dem WM-Turnier wird die Kapazität des Stadions für die Nutzung durch den Verein Ural Jekaterinburg zurückgebaut.
Am 1. April 2018 empfing Ural Jekaterinburg Rubin Kasan am 24. Spieltag zum Ligaspiel im umgebauten Zentralstadion. Vor 18.218 Zuschauern trennten sich die beiden Mannschaften mit einem 1:1-Unentschieden. Die Veranstaltung verlief reibungslos und ohne Probleme.

## Spiele der Fußball-WM 2018 in Jekaterinburg
Das Stadion war Spielstätte der Fußball-Weltmeisterschaft 2018. Es fanden vier Partien in der Gruppenphase statt.
| Datum         | Gruppe   | Mannschaft | Mannschaft | Ergebnis  | Zuschauer |
| ------------- | -------- | ---------- | ---------- | --------- | --------- |
| 15. Juni 2018 | Gruppe A | Ägypten    | Uruguay    | 0:1 (0:0) | 27.015    |
| 21. Juni 2018 | Gruppe C | Frankreich | Peru       | 1:0 (1:0) | 32.789    |
| 24. Juni 2018 | Gruppe H | Japan      | Senegal    | 2:2 (1:1) | 32.572    |
| 27. Juni 2018 | Gruppe F | Mexiko     | Schweden   | 0:3 (0:0) | 33.061    |

## Dienstleistungen
Den Fans im Stadion werden folgende Dienstleistungen angeboten:
- Die Navigation und informative Unterstützung von Freiwilligen,
- Information (die Stelle für die Registrierung der Kinder, die Aufbewahrungsstelle für Kinderwagen, das Fundbüro),
- Gepäckaufbewahrung,
- Audio-beschreibender Kommentar für sehbehinderte Fans.

Das Stadion bietet Sessel in Sondergröße für Besucher mit Übergewicht. Für Menschen mit Behinderungen sind auf den Tribünen spezielle Übersichtszonen vorgesehen, wo Platz für Rollstuhl und Begleitperson vorhanden ist.

### Bedingungen für Besucher mit Behinderungen
Das Stadion ist mit einem Sektor für Menschen mit Behinderungen ausgestattet, der sich unter dem Dach befindet und von den übrigen Plätzen durch Handläufe und Glas getrennt ist. Alle Plätze sind speziell für Menschen im Rollstuhl angepasst: Alle Sitze stehen in einem Abstand von eineinhalb Meter zueinander.

## Galerie

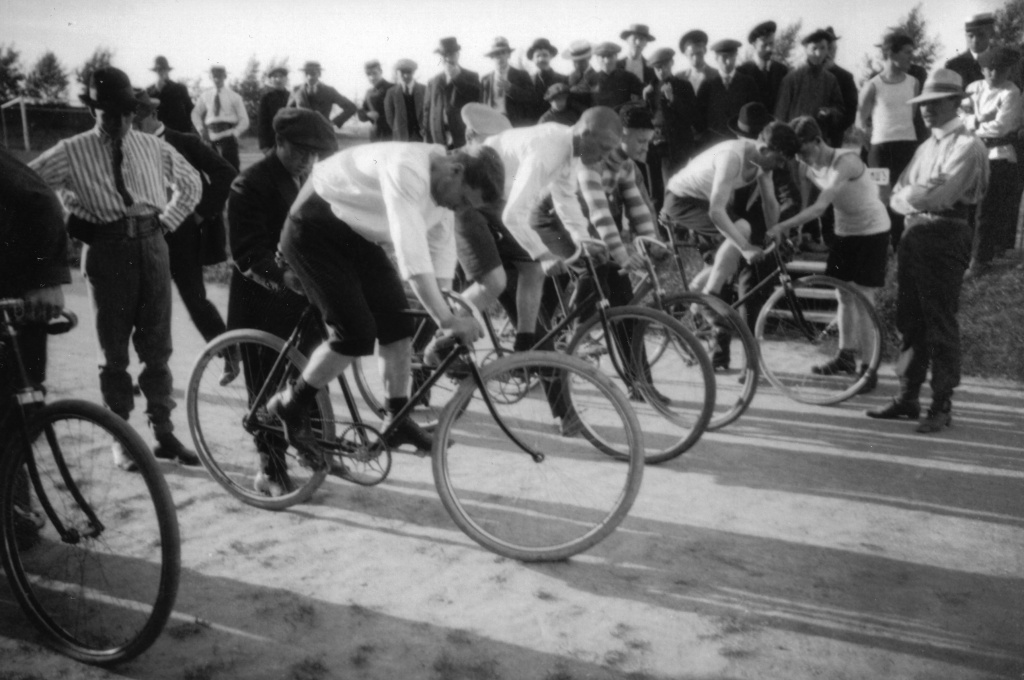
Velodrom Jekaterinburg (1913)
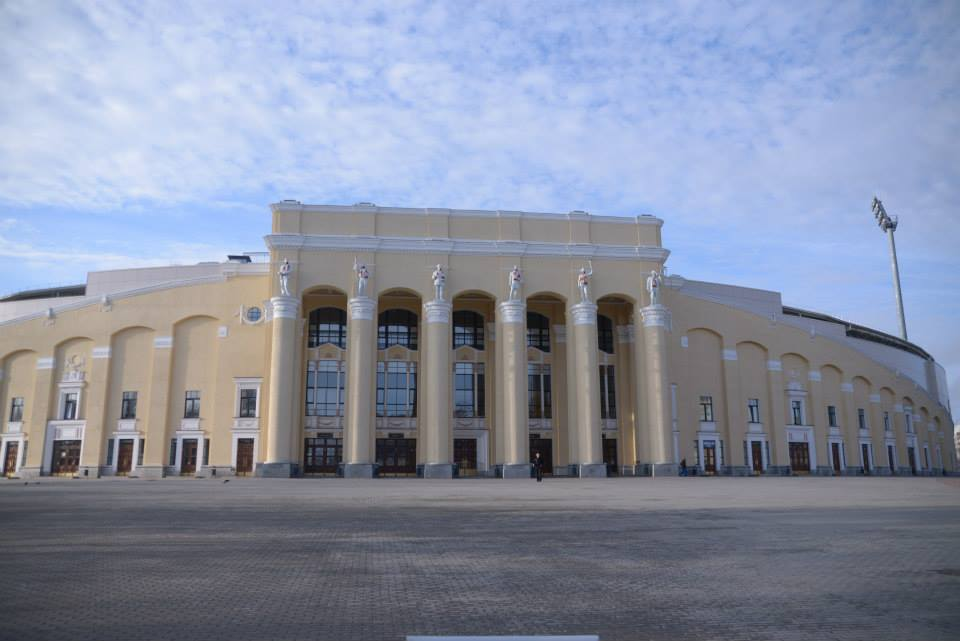
Das Zentralstadion vor dem Umbau (2013)
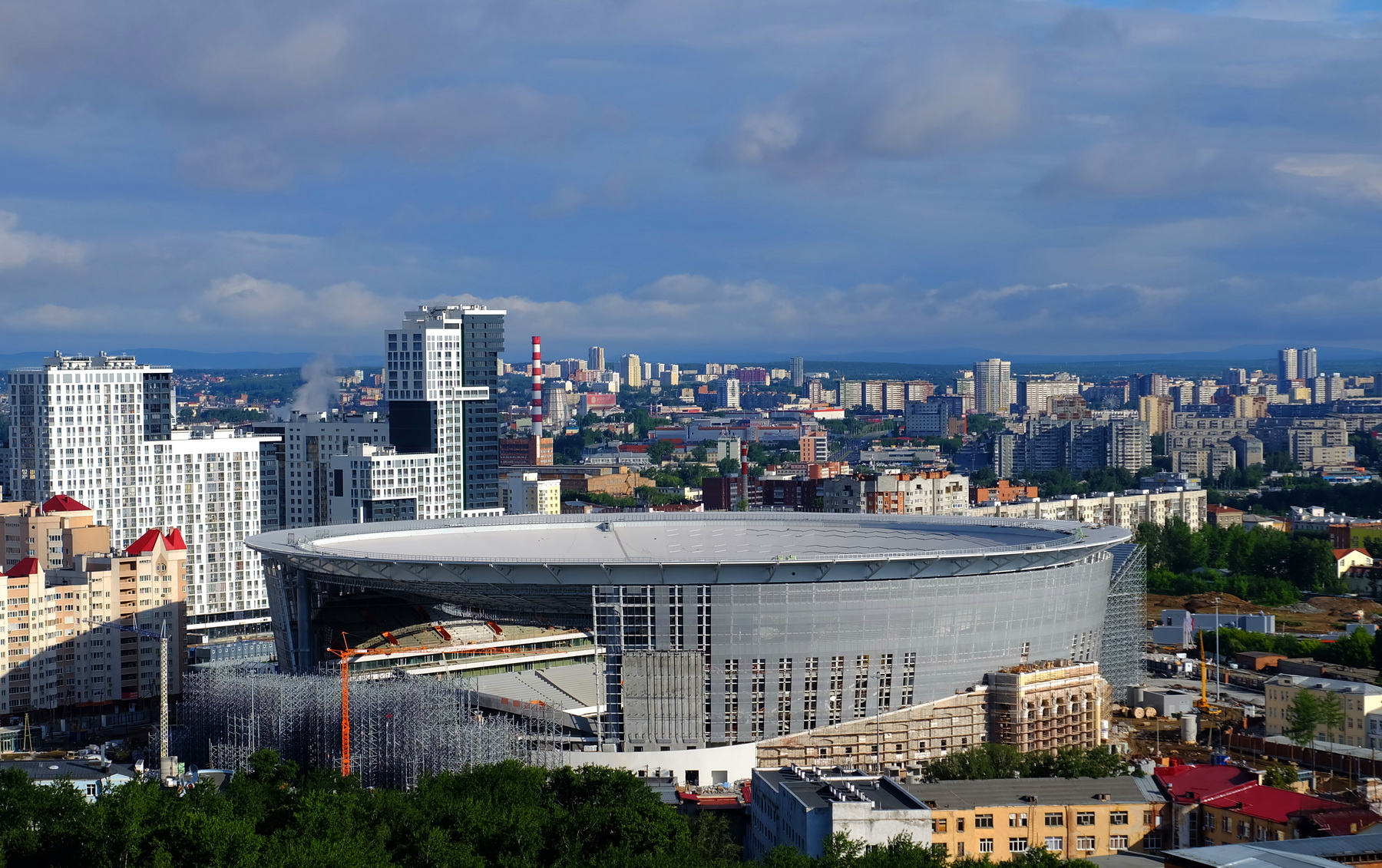
Stadionbaustelle im Juli 2017
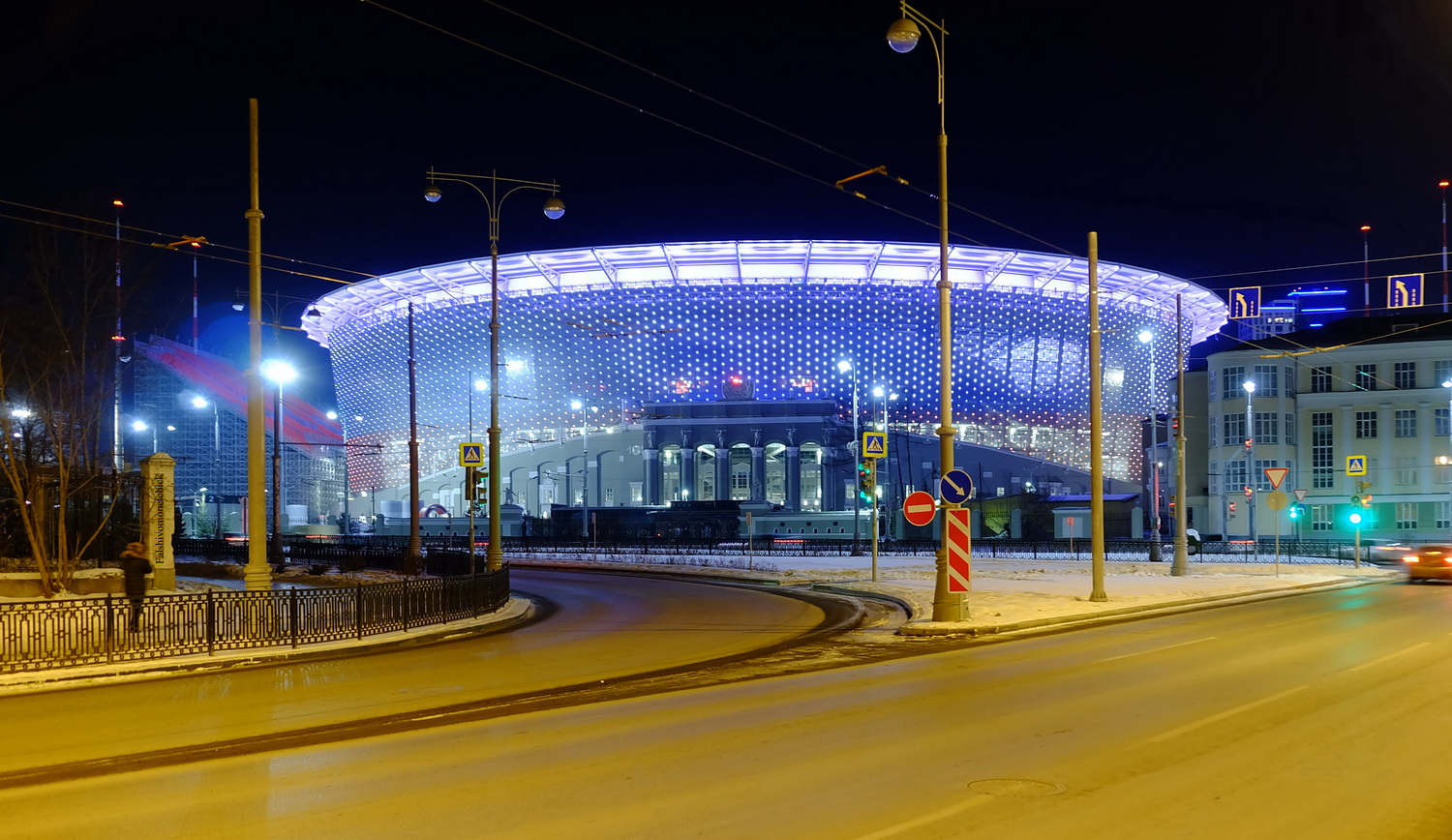
Zentralstadion Jekaterinburg bei Nacht (2018)